# I Cum Blood
I Cum Blood, (en español : Eyaculo sangre) es una canción de la banda de death metal Cannibal Corpse, del álbum Tomb of the Mutilated escrita por el exvocalista de la banda Chris Barnes. Es una de sus canciones más conocidas.

## Descripción
La canción es narrada en primera persona, y cuenta la historia de un hombre necrófilo que va al cementerio para desenterrar una mujer muerta (Según la canción, lleva un mes de fallecida), para así, poder abusar de ella sexualmente. Líricamente, la canción es considerada para los fanes como una de las más brutales de la historia de la banda, junto a "Fucked with a Knife" de su álbum The Bleeding y "Necropedophile" del mismo álbum. Esta canción es interpretada en casi todos los conciertos de la banda.

## Créditos
- Scott Burns - productor
- Chris Barnes - voz
- Jack Owen - guitarra
- Bob Rusay - guitarra
- Alex Webster – bajo
- Paul Mazurkiewicz – batería